# Ghiaccio Forte
Ghiaccio Forte est un site archéologique étrusque situé près de Scansano, dans la province de Grosseto (toscane), dans la vallée de la rivière Albegna.

## Histoire
Elle a probablement été fondée au IVe siècle av. J.-C., à la suite des dangers auxquels étaient confrontées toutes les villes côtières étrusques. L'armée romaine détruisit la ville en 280 av. J.-C., elle eut donc une existence limitée dans le temps.
C'est l'une des trois villes étrusques qui n'ont pas subi de modifications à l'époque romaine, avec les colonies du Lago dell'Accesa (it) et de Sesto Fiorentino (qui relevaient du lucumon de Fiesole).

## Description
Comme toutes les villes étrusques, elle possède une muraille d'enceinte construit à base de galets et surélevé en briques de terre crue (environ 1 km de long, en moyenne 4 m d'épaisseur et qui atteignait probablement 8 mètres de hauteur) et avec trois portes d'accès rituelles (une quatrième porte a été ouverte par erreur lors des fouilles). Comme beaucoup d'autres villes étrusques (comme Roselle - Site archéologique de Roselle), elle s'étendait sur deux collines voisines dans lesquelles se trouvait l'acropole dans l'une, la zone métallurgique dans l'autre, tandis que dans la vallée entre les deux collines se trouvait le forum.
Le choix de Ghiaccio Forte fut de construire la ville sur les collines dominant le cours de la rivière Albegna.
Il y avait probablement un temple dans la ville, équipé d'une offrande votive dans laquelle furent découverts des objets intéressants tels que des statuettes de guerriers ou d'animaux (aujourd'hui exposés au musée de Scansano).
Dans l'agglomération, on peut reconnaître des pièces avec différentes fonctions : four (réalisé grâce à la réutilisation d'un demi-dolium), vasque, garde-manger (à l'intérieur desquels se trouvaient des doliums, des amphores, des ollas (Olla (contenitore) (it)) et des vases de table tels que des bols, des tasses, des cruches). Aucun objet métallique n'a été trouvé, mais quelques-uns en bucchero gris.

## Galerie

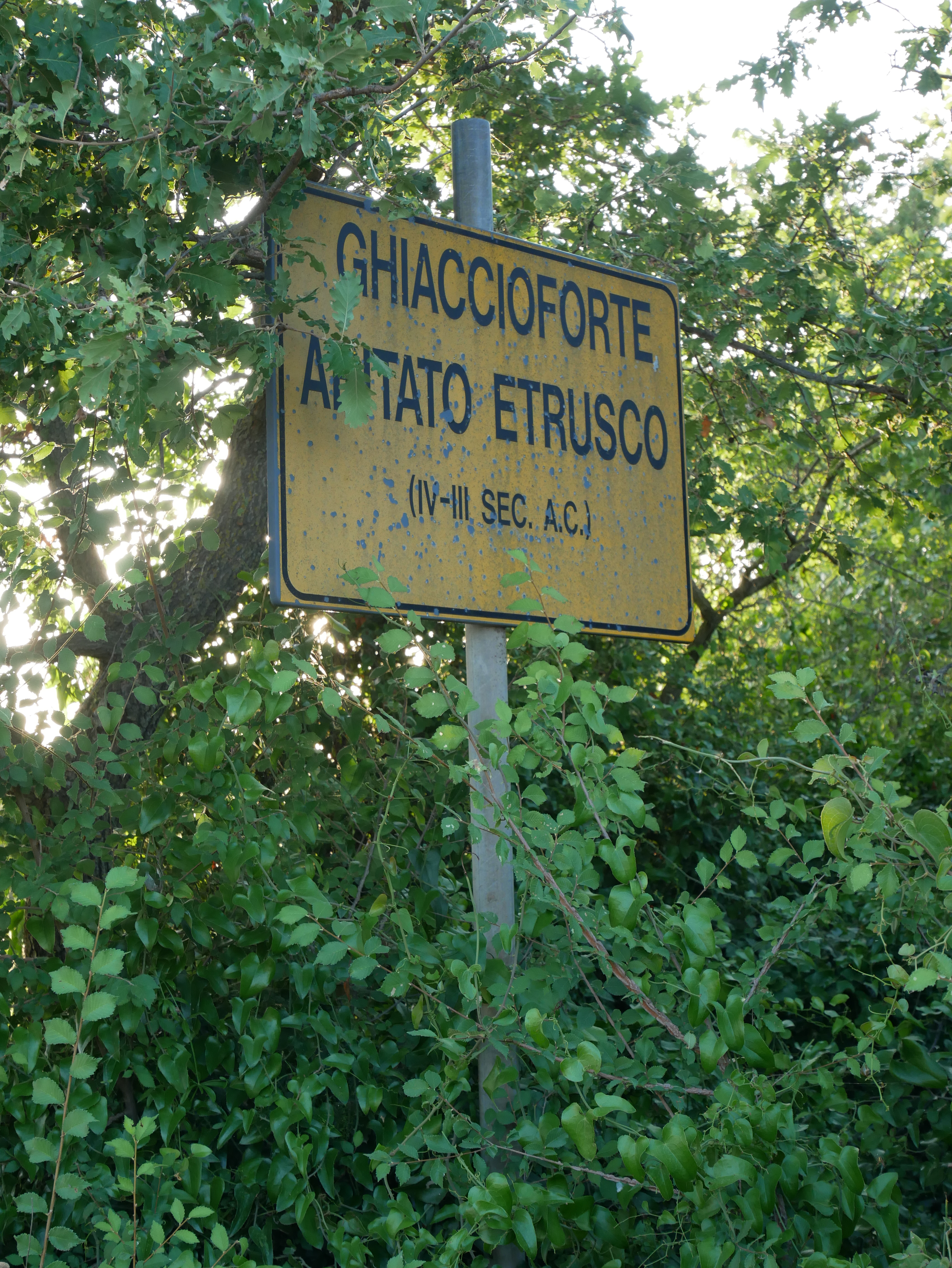
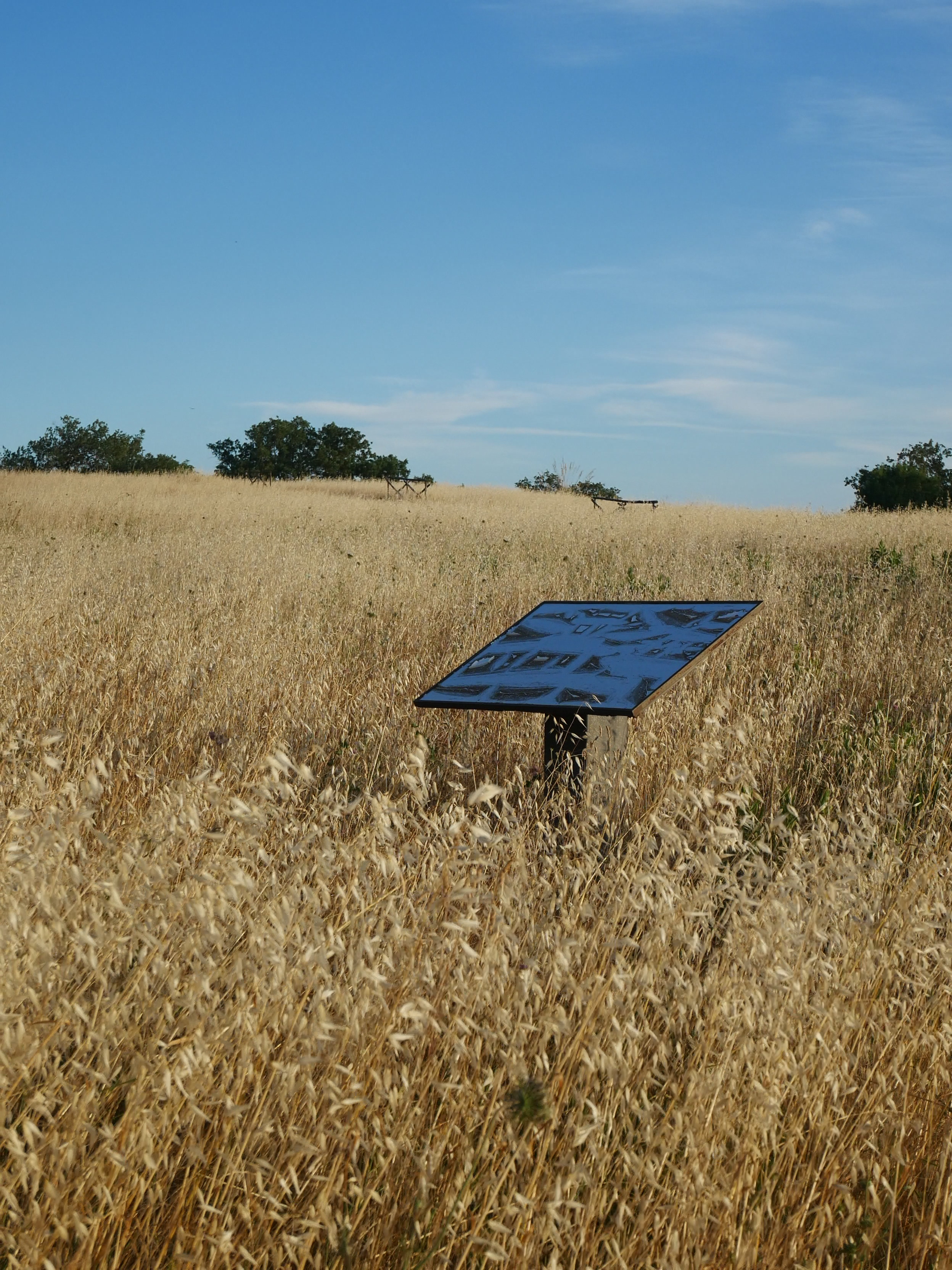